# Nikolai Romanowitsch Romanow

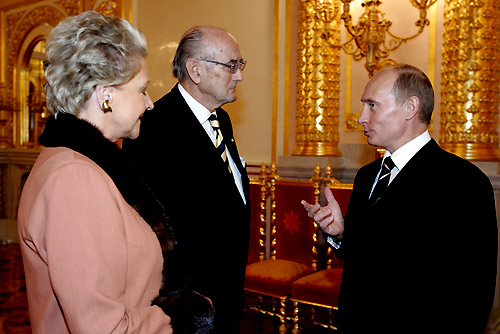
Nikolai Romanowitsch Romanow mit seiner Frau zu Gast bei Wladimir Wladimirowitsch Putin (2006)

Nikolai Romanowitsch Romanow (russisch Николай Романович Романов, wiss. Transliteration Nikolaj Romanovič Romanov; * 26. September 1922 in Antibes; † 15. September 2014 in der Toskana) war ein Mitglied des Hauses Romanow-Holstein-Gottorp und ein Nachfahre des russischen Zaren Nikolaus I.

## Leben
Nikolai ist der älteste Sohn von Roman Petrowitsch Prinz Romanow (1896–1978) und seiner Ehefrau Praskowia Gräfin Scheremetewa (1901–1980). Durch seinen Vater ist er ein Urenkel Nikola I. Petrović Njegosch von Montenegro und Ururenkel des russischen Zaren Nikolaus I.
Nikolai wuchs in Frankreich auf und nach dem Abitur studierte er Philologie und Geschichte. Durch verwandtschaftliche Beziehungen leistete er in der italienischen Marine seinen Wehrdienst ab. Durch seine Kurzsichtigkeit wurde er aus dem Militärdienst entlassen und lebte während des Zweiten Weltkriegs in Ägypten. Nikolai Romanowitsch Romanow war seit dem 21. Mai 1952 mit der Italienerin Sveva della Gherardesca (* 1930) verheiratet. Der Ehe entstammen die Töchter Natalia, Elisaveta und Tatiana. Das Paar wohnte in Rom und Rougemont.
Nikolai war als Familienmitglied und als Historiker an der Identifizierung der Familie des Zaren Nikolaus II., deren Körper in Jekaterinburg gefunden worden waren, und ihrer feierlichen Beisetzung in Anwesenheit des damaligen Staatspräsidenten Boris Jelzin 1998, mitverantwortlich. Die Romanow-Familie äußerte den Wunsch, auch den Leichnam der Zarenwitwe Dagmar von Dänemark nach Sankt Petersburg überführen zu dürfen. An der Seite ihres Mannes Alexander III. zu liegen sei ihr letzter Wunsch gewesen, sagten vor allem das damalige Oberhaupt der Romanows, Nikolai, und sein in Dänemark lebender jüngerer Bruder, Dimitri.
Dagmar von Dänemark wurde 2006 nach St. Petersburg überführt.
1991 veröffentlichte er zusammen mit seinem Bruder Dimitri die Erinnerungen seines Vaters unter dem Titel „Prinz Roman Romanow – Am Hof des letzten Zaren. 1896–1919“.